# Yuri Landman

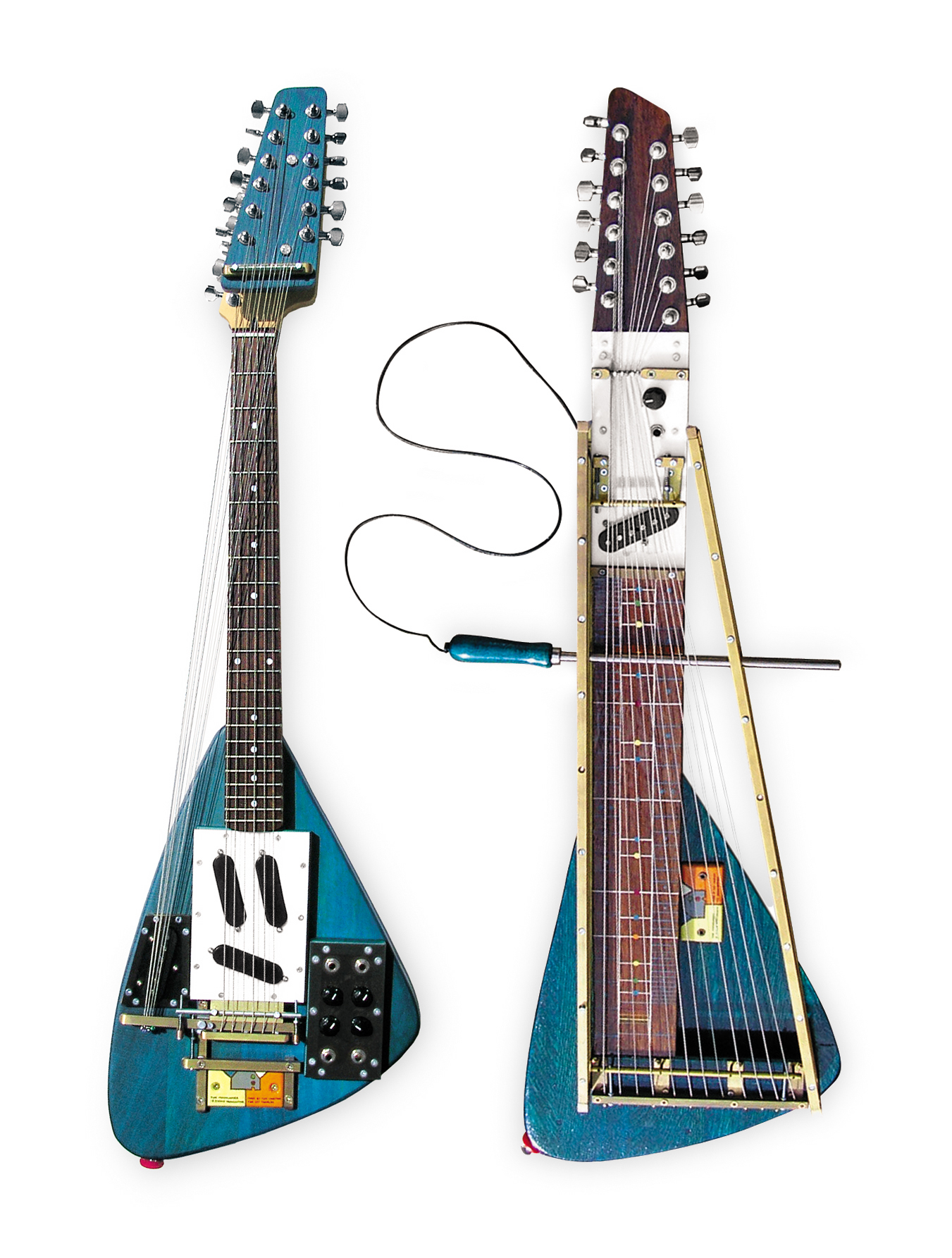
Yuri Landman, Moonlander și Moodswinger

Yuri Landman (n. 1 februarie 1973 în Zwolle) este un muzician, chitarist, solist constructor de instrumente muzicale și caricaturist, neerlandez. El a colaborat cu Lee Ranaldo, Thurston Moore (Sonic Youth), Blood Red Shoes, Jad Fair (Half Japanese) și altele. 
Din 2009, Landman desfășoară ateliere în care participanții își construiesc propriile instrumente în aproximativ patru ore. El colaborează cu compania De Stilte si face muzica pentru dans contemporan. În 2012 a publicat cu Bart Hopkin cartea Nice Noise. În 2018 a proiectat o serie de diagrame microtonale.
Organizații WORM (Rotterdam), Extrapool (Nijmegen), Flipside (Eindhoven), Muziekgebouw aan 't IJ (Amsterdam), Mota (Ljubljana), Saint james Cavalier (Malta, Radiona, (Zagreb), Sonoscopia (Porto), Liebig 12 (Berlin) și Maajaam (Otepää) Instrumente colecții proprii Landman programul d'artiști în rezidență, educație și cercetare.

## Instrumentele muzicale

### 2006
- Moodswinger (Liars)

### 2007
- Moonlander (Sonic Youth)

### 2008
- Bachelor QS (Half Japanese)
- Springtime (Blood Red Shoes, dEUS,

### 2009
- Twister (Enon)
- Tafelberg (Liam Finn)
- Burner (The Veils

## Discografie
- Zoppo - Chi pratica lo impare zoppicare LP (1998)
- Zoppo - Nontonnen promo 7" (1998)
- Zoppo - Double the fun splitt 7" (1999)
- Zoppo - Belgian Style Pop CD (1999)
- Avec Aisance - Vivre dans l’aisance CD (2004)
- Yuri Landman Ensemble feat. Jad Fair & Philippe Petit - That's Right, Go Cats (LP/CD 2012, Siluh Records/Thick Syrup Records)
- Bismuth - s/t (LP 2014,  Geertruida Records)